# Onychium tenuifrons
Onychium tenuifrons là một loài thực vật có mạch trong họ Adiantaceae. Loài này được Ching miêu tả khoa học đầu tiên năm 1934.